# Szitamon trónszéke
Szitamon, a XVIII. dinasztia idején élt ókori egyiptomi hercegnő trónszéke a Királyok völgye 46-os sírból, Juja és Tuja sírjából került elő. Elsőként P. E. Newberry írta le 1907-ben, részletes leírását Walter Segal tette közzé 1935-ben. Jelenleg a kairói Egyiptomi Múzeum őrzi. Tutanhamon trónszékével együtt a késő XVIII. dinasztiabeli bútorkészítés egyik legszebb példája.

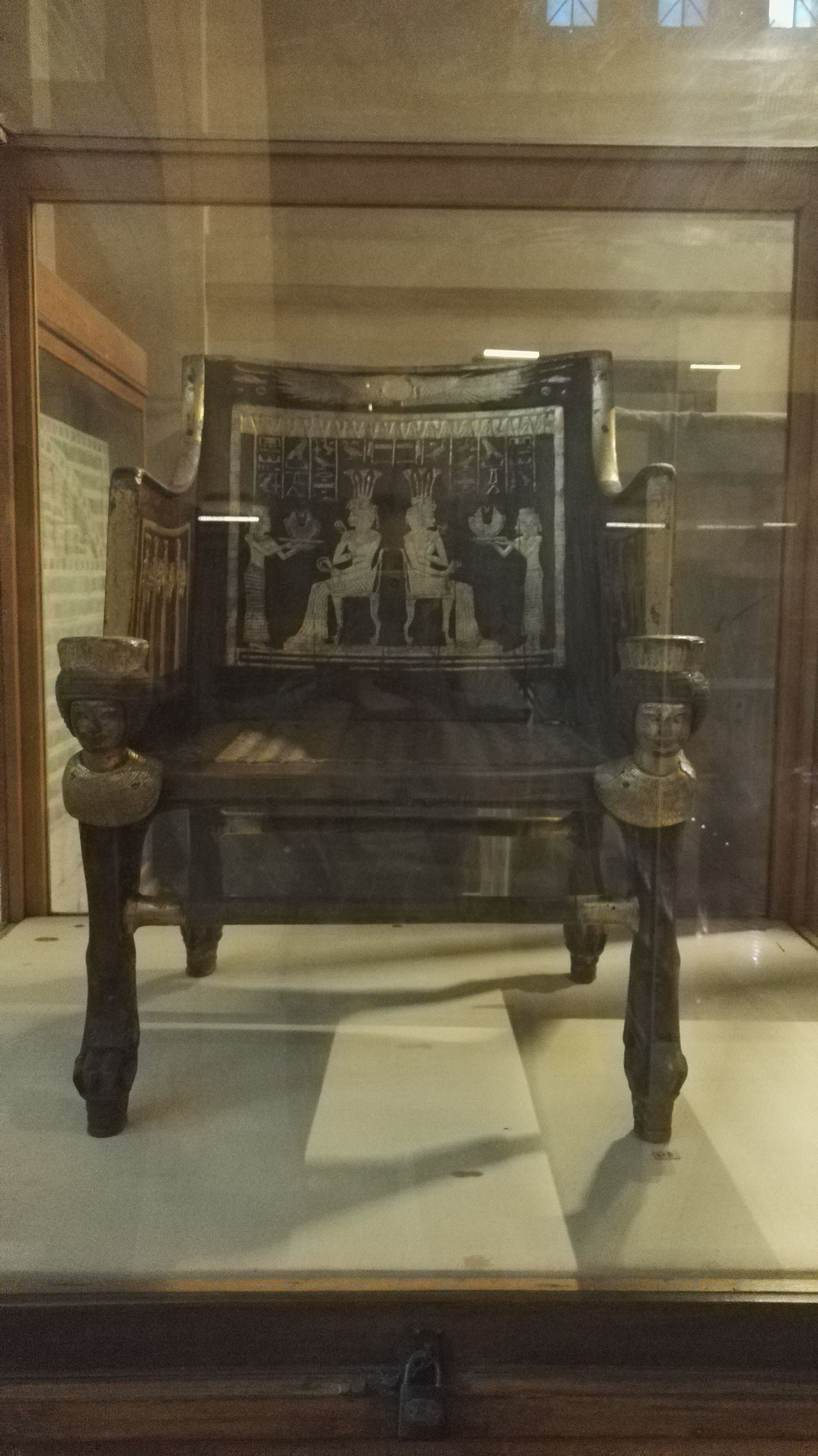
A szék a kairói Egyiptomi Múzeumban

A szék fából készült, és másik, értékesebb fafajtával borították, helyenként aranyozták és ezüstözték. Az értékesebb fát Newberry határozatlanul, de mogyorófaként azonosítja, ennek a fának azonban más nyomát nem lelni Egyiptomban. A háttámlát és a karfákat aranyozás díszíti. A szék lábait oroszlánláb formájúra faragták, és ezüstözött alapon nyugvó oroszlánkarmos faragásban végződnek. Ülőlapja fonott halszálkamintás.
A háttámlán ugyanaz a jelenet látható két példányban, a két kép egymás tükörképe. Szitamon egy oroszlánlábú, alacsony karfájú széken ül, lábát párnán vagy zsámolyon nyugtatja. Hosszú, testhez simuló ruhát visel redőzött szoknyával, széles nyakéket és karpereceket, nagy karikafülbevalót, fején rövid parókát szalaggal körbekötve, amely hátul lelóg, elöl pedig gazellafej díszíti, valamint lótuszokból álló koronát. Oldalt egy hajfürtje lelóg, ez az úgynevezett ifjúságfürt, ami a gyermekek hajviseletére volt általában jellemző (a gyermek nem életkorra értendő itt, az uralmon lévő fáraó felnőtt gyermekeit is gyakran ábrázolták vele), és ebben a korban a női divat egyik eleme volt. Szitamon egyik kezében szisztrumot tart, a másikban egy menat nevű nyakláncot; mindkettő Hathor istennő attribútuma. Előtte egy szolgálólány áll szintén hosszú, szűk ruhában és ékszerekben. Ő tálcán széles nyakéket nyújt a hercegnőnek. A jelenet fölött lótuszos fríz húzódik, efölött védelmező szárnyas napkorong látható, mellette kétoldalt Edfu neve. A hieroglif felirat azonosítja „a király szeretett, nagy leányát, Szitamont”, a szolgáló fölött pedig az áll, hogy aranyat hoz a „déli országokból”, ami Núbiát jelenti.
A karfákon elöl egy-egy parókás, koronás, aranyozott fej látható, valószínűleg Szitamon portréja. A bal oldali karfát Bész, a groteszk alakú, mókás védelmezőisten három figurája díszíti, a középső bumerángot tart, a másik kettő tamburint. A jobb oldali karfán két (egy tamburint és egy mindkét kezében kést tartó) Bész-alak közt Tauret istennő áll. A szüléssel kapcsolatban álló istennő ábrázolása annyiban szokatlan, hogy víziló helyett oroszlánfeje van. Mindkét karfa belső oldalán négy-négy nőalak látható, fejükön lótuszkorona, kezükben aranygyűrűkkel megrakott tálakat visznek a háttámlán ábrázolt hercegnő felé.
| sw | zA | t | wr&r&t | N36 · t · f | zA | t | i | mn · n |

| sw | zA | t | wr&r&t | N36 · t · f | zA | t | i | mn · n |

| m | D37 · O35 | D54 | nbw · N33A | n · N25 · t · Z2 | rsw · w · N21 · Z2 |

| m | D37 · O35 | D54 | nbw · N33A | n · N25 · t · Z2 | rsw · w · N21 · Z2 |

A széken kopásnyomok mutatják, hogy használatban volt. A háztartási istenek, Tauret és Bész jelenléte a díszítésen arra utal, hogy a hercegnő magánlakosztályában állhatott, de mivel a háttámla jelenete azt mutatja, ahogy aranyat hoznak neki az Egyiptomnak adózó Núbiából, ceremoniális funkciót is betölthetett, talán az egyik szed-ünnepre készült.
A hercegnő ábrázolásának egyes elemeiről több feltételezés született. A gazelladiadém L. Troy értelmezése szerint az alacsonyabb rangú királynékat illette meg, a virágdíszítésű koronát pedig C. C. van Siclen egy feltételezése olyan hercegnők attribútumának tartja, akik saját apjukhoz mentek feleségül. Ez Szitamonra igaz, nem bizonyított azonban az egy vagy két nemzedékkel korábban élt Amenemopet hercegnőről, akit ugyanilyen fejékkel ábrázolnak nevelője, Horemheb sírjában. A szisztrum és menat-nyakék alapján feltételezték, hogy Szitamon Hathor papnője lehetett, ezt a címét azonban sehol nem említik.